# Marcel Bidault
Pour les articles homonymes, voir Bidault.
Marcel Bidault, né le 11 mai 1938 à Bois-Guillaume en Seine-Maritime,, est un coureur cycliste français.

## Biographie
Marcel Bidault est un cousin de Jacques Anquetil, quintuple vainqueur du Tour de France. Mais contrairement à ce dernier, il n'est jamais passé professionnel. 
Bon rouleur, ce coureur normand a remporté à deux reprises le championnat de France des sociétés, avec des coéquipiers de l'AC Sotteville. Il s'est également imposé sur le championnat du monde du contre-la-montre par équipes en 1963, en compagnie de Georges Chappe, Michel Béchet et Dominique Motte.
En 1964, il est sélectionné pour les Jeux olympiques de Tokyo pour les 100 km en contre-la-montre par équipes. L'équipe de France termine à la sixième place.

## Palmarès
- 1961
  -  Champion de France des sociétés[n 1]
- 1962
  -  Champion de France des sociétés[n 2]
  - Grand Prix d'Ablon-sur-Seine
  - 3e du Circuit du Roumois
- 1963
  -  Champion du monde du contre-la-montre par équipes[n 3]
  - 3e du championnat de France des sociétés
  - 3e du Maillot des As
- 1964
  - 3e du championnat de France des sociétés